# Máy photocopy

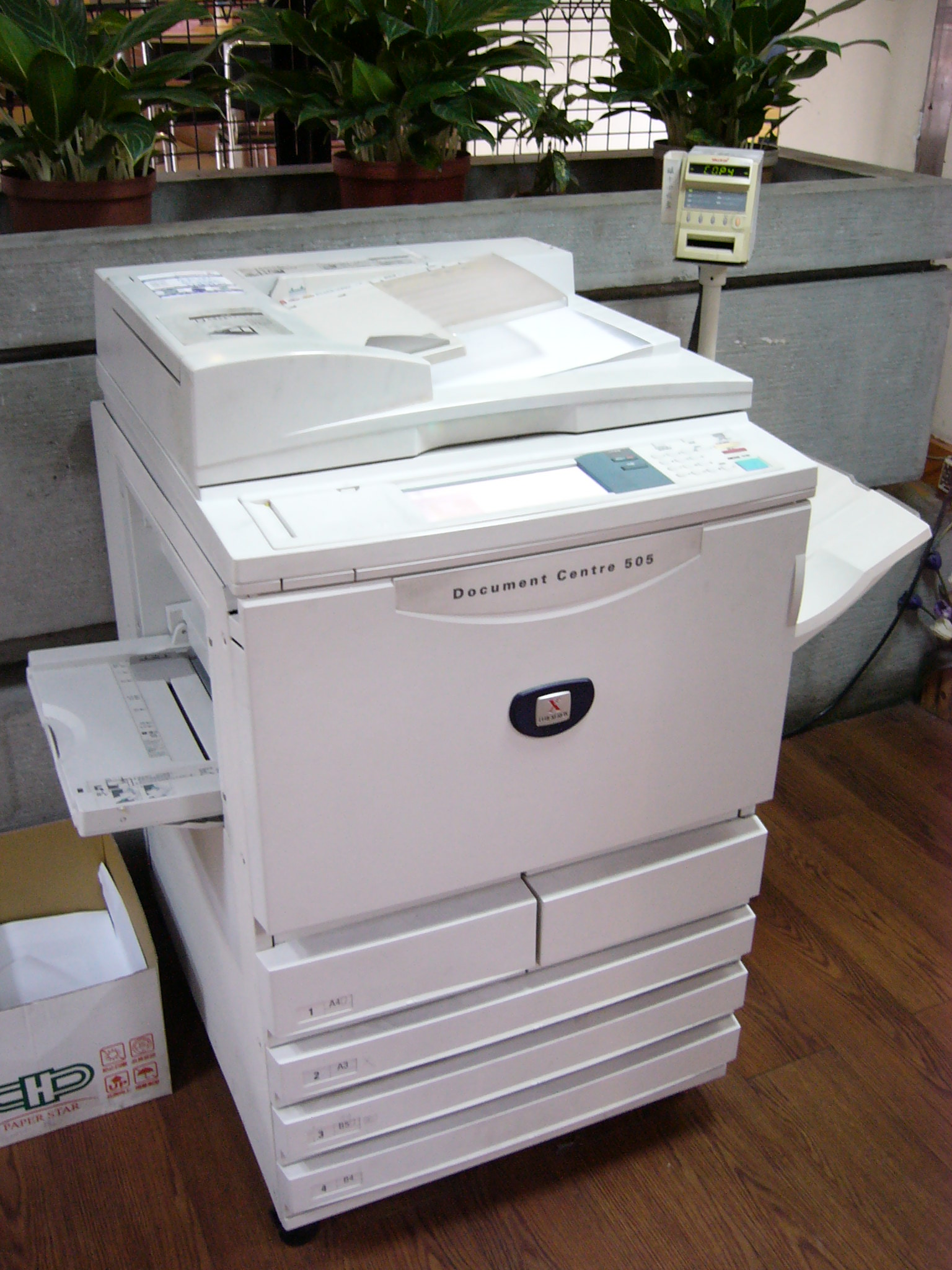
Máy photocopy Xerox chụp năm 2010

Máy photocopy hay còn gọi là máy sao chụp tự động hay máy sao chụp quang học và trước đây là Máy Xerox) là một thiết bị sử dụng để sao chép tài liệu và hình ảnh lên giấy hoặc phim nhựa một cách nhanh chóng và giá rẻ. Công nghệ chính được sử dụng trong máy photocopy là xerography, một quy trình khô sử dụng điện tích tĩnh và ánh sáng để tạo ra hình ảnh trên giấy. Bằng cách thu hút và chuyển các hạt mực lên giấy, sau đó mực được nung chảy vào giấy bằng nhiệt hoặc áp lực hoặc cả hai. Mặc dù có các công nghệ khác như máy in phun mực, nhưng xerography là công nghệ tiêu chuẩn cho việc sao chép văn phòng.
Máy photocopy văn phòng dùng công nghệ xerography thương mại được Xerox giới thiệu vào năm 1959, và nó dần thay thế các bản sao do Verifax, Photostat, giấy than, máy mimeograph và các máy sao chép khác thực hiện.
Photocopy là một công nghệ được sử dụng phổ biến trong các lĩnh vực kinh doanh, giáo dục và chính phủ. Dù có những dự đoán rằng máy photocopy sẽ trở nên lỗi thời do việc sử dụng công cụ số và lưu trữ tài liệu, thực tế là từ năm 2015 đến nay, máy photocopy vẫn được sử dụng rộng rãi. Vào những năm 1980, các máy cao cấp đã xuất hiện, kết hợp các chức năng của máy photocopy, máy fax, máy quét và máy in kết nối mạng. Trên thị trường văn phòng, các máy photocopy màu ngày càng trở nên phổ biến từ những năm 1990, khi giá cả của chúng giảm. Trong khi đó, các cửa hàng in ấn và thiết kế vẫn sử dụng các loại máy photocopy màu cao cấp, có khả năng xử lý số lượng lớn và in ấn các kích thước lớn, mặc dù chúng có giá thành cao hơn.

## Lịch sử ra đời và phát triển
Chester Carlson, người đã phát minh ra máy photocopy, ban đầu là một luật sư nhận được bằng sáng chế, nhưng cũng là một nhà nghiên cứu và phát minh bán thời gian. Ông làm việc tại một văn phòng chuyên về cấp bằng sáng chế ở New York, nơi ông phải sao chép rất nhiều giấy tờ quan trọng. Vì ông bị bệnh viêm khớp, quá trình sao chép trở nên vất vả và tẻ nhạt. Điều này đã khích lệ ông tiến hành thí nghiệm sử dụng ánh sáng. Ông đã dùng nhà bếp của mình để thử nghiệm một quá trình gọi là "chụp ảnh điện", và vào năm 1938, ông đã đăng ký bằng sáng chế cho quy trình này. Ông đã tạo ra bản photocopy đầu tiên bằng cách sử dụng một tấm kẽm phủ lên lớp chất lưu huỳnh. Ông viết dòng chữ "10-22-38 Astoria" lên một tấm kính hiển vi, đặt lên lớp chất lưu huỳnh dày hơn và đặt dưới ánh sáng mạnh. Sau khi ông gỡ bỏ tấm kính, hình ảnh của từng chữ vẫn được giữ lại.
Chester Carlson đã nỗ lực bán phát minh của mình cho một số công ty, nhưng không thành công do quy trình này chưa được phát triển đầy đủ. Lúc đó, phương pháp phổ biến nhất để sao chép vẫn là sử dụng giấy than hoặc máy nhân bản thủ công tại vị trí ban đầu của tài liệu, và không có ai nghĩ rằng cần phải sử dụng máy điện tử. Trong giai đoạn từ năm 1939 đến 1944, Carlson đã gặp thất bại trong việc tiếp thị phát minh của mình cho hơn 20 công ty, trong đó có IBM và General Electric. Cả hai công ty này không tin rằng có một thị trường lớn cho máy photocopy.
Năm 1944, Battelle Memorial Institute, một tổ chức phi lợi nhuận ở Columbus, Ohio, ký hợp đồng với Carlson để cải tiến quy trình mới của ông. Trong 5 năm tiếp theo, viện đã tiến hành các thí nghiệm để cải tiến quy trình chụp ảnh điện tử. Năm 1947, Haloid Corporation (một nhà sản xuất và bán giấy ảnh nhỏ có trụ sở tại New York) đã tiếp cận Battelle để xin giấy phép phát triển và tiếp thị máy sao chép dựa trên công nghệ này.
Haloid cảm thấy rằng thuật ngữ "electrophotography" quá phức tạp và không mang lại giá trị thương hiệu tốt. Sau khi tham khảo ý kiến của một giáo sư ngôn ngữ cổ điển tại Đại học bang Ohio, Haloid và Carlson đã quyết định đổi tên quy trình thành "xerography", một thuật ngữ có nguồn gốc từ tiếng Hy Lạp, có nghĩa là "viết khô". Haloid quyết định đặt tên cho các máy photocopy mới là "Máy Xerox", và vào năm 1948, thuật ngữ "Xerox" đã được đăng ký như một nhãn hiệu độc quyền. Kết quả, Haloid cuối cùng đã chính thức trở thành Tập đoàn Xerox vào năm 1961.
Vào năm 1949, Xerox Corporation giới thiệu chiếc máy photocopy xerographic đầu tiên, được gọi là Model A. Đánh bại công ty hàng đầu trong lĩnh vực máy tính IBM, Xerox đã đạt được thành công đáng kể. Ở Bắc Mỹ, việc sao chép bằng máy photocopy được gọi là "xeroxing". Xerox đã nỗ lực để ngăn chặn việc "Xerox" trở thành một từ thông thường đồng nghĩa với photocopy. Mặc dù từ "Xerox" đã xuất hiện trong một số từ điển như một từ đồng nghĩa với photocopy, Xerox Corporation thường yêu cầu điều chỉnh những mục như vậy và khuyến khích mọi người không sử dụng thuật ngữ "Xerox" theo cách đó.
Vào đầu những năm 1950, Tập đoàn Radio Corporation of America (RCA) đã giới thiệu một biến thể của quy trình gọi là Electrofax. Trong quy trình này, hình ảnh được tạo trực tiếp trên giấy được phủ một lớp đặc biệt và sau đó sử dụng mực phân tán trong chất lỏng để tái hiện hình ảnh đó.
Trong suốt những năm 1960 và đến những năm 1980, Savin Corporation đã phát triển và bán một dòng máy photocopy mực lỏng áp dụng công nghệ dựa trên các bằng sáng chế do công ty này nắm giữ. Trong giai đoạn từ những năm 1960 đến đầu những năm 1980, Savin Corporation đã phát triển và bán một dòng máy sao chép sử dụng mực phân tán trong chất lỏng, dựa trên các bằng sáng chế của công ty.
Trước khi máy sao chép xerographic trở nên phổ biến, người ta thường sử dụng các máy sao chép ảnh trực tiếp như Verifax của Kodak (dựa trên một bằng sáng chế năm 1947). Tuy nhiên, một rào cản chính của các công nghệ sao chép trước đó là chi phí vật tư cao: để tạo ra một bản in từ máy Verifax vào năm 1969, người ta cần tốn khoảng 0,15 đô la Mỹ, trong khi việc sao chép từ máy Xerox chỉ tốn khoảng 0,03 đô la, bao gồm cả giấy và công sức lao động. Ví dụ, những máy Photostat hoạt động bằng đưa tiền mà người ta vẫn có thể tìm thấy trong một số thư viện công cộng vào cuối những năm 1960 đã tạo ra bản sao kích thước chữ cái với giá 0,25 đô la Mỹ mỗi bản, trong khi mức lương tối thiểu của một công nhân Mỹ là 1,65 đô la mỗi giờ; trong khi đó, máy Xerox thường tính 0,10 đô la cho mỗi bản sao.

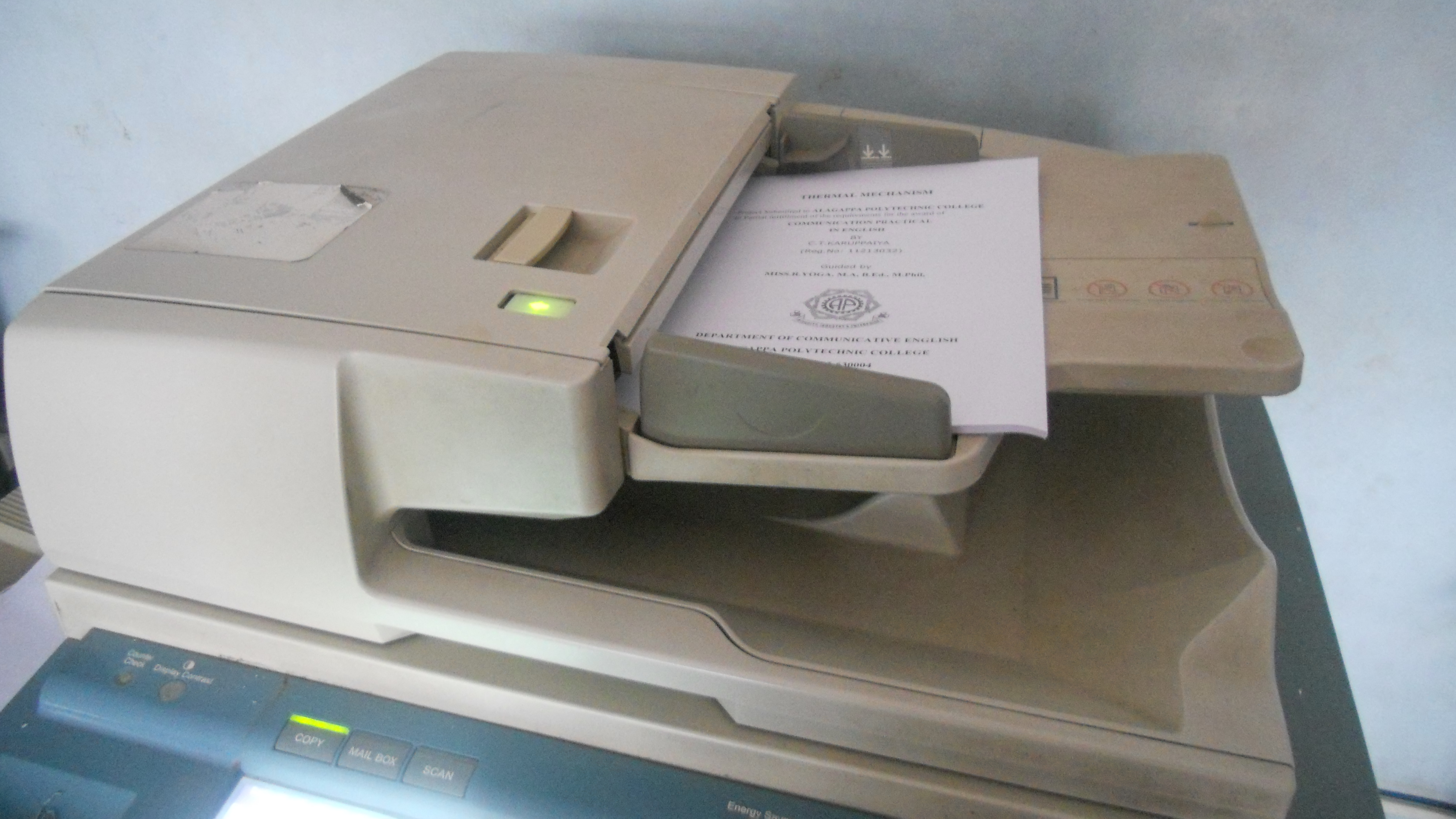
DADF hoặc Khay nạp tài liệu tự động hai mặt - Canon IR6000

Trong những năm 1960 và đầu những năm 1970, các nhà sản xuất máy sao chép xerographic đã tirn lợi từ giá trị đáng kể của việc sao chép và tiếp thị "giấy được thiết kế đặc biệt" dành riêng cho kết quả sao chép xerographic. Vào cuối những năm 1970, các nhà sản xuất giấy đã đưa yêu cầu về "khả năng chạy trơn tru trên máy xerographic" trở thành tiêu chí quan trọng cho hầu hết các thương hiệu giấy văn phòng của họ.
Một số thiết bị được bán là máy photocopy đã sử dụng công nghệ phun mực hoặc film chuyển nhiệt thay thế quy trình trên trống drum. Một trong những lợi ích chính của máy photocopy so với các công nghệ sao chép trước đó là khả năng:
- Sử dụng giấy văn phòng thông thường (không được xử lý đặc biệt).
- Thực hiện in hai mặt (duplex).
- Tự động quét nhiều trang với bộ nạp tự động (ADF).
- Cuối cùng, có thể sắp xếp và/hoặc ghim chặt các bản sao.

### Máy photocopy màu
Trong những năm 1950, mực màu đã được sử dụng trong máy photocopy, nhưng máy sao chép đa màu chưa có sẵn trên thị trường cho đến năm 1968. 3M đã ra mắt máy photocopy Color-in-Color, sử dụng quy trình hấp phụ thuốc nhuộm thay vì công nghệ tĩnh điện thông thường. Xerox sau đó giới thiệu máy photocopy màu tĩnh điện đầu tiên (máy 6500) vào năm 1973. Việc sao chép màu là một vấn đề đáng lo ngại đối với các chính phủ, vì nó tạo điều kiện thuận lợi cho việc làm giả tiền và các tài liệu khác. Để biết thêm thông tin, vui lòng xem phần về vấn đề làm giả.

### Công nghệ kỹ thuật số
Máy photocopy hiện đại ngày càng sử dụng công nghệ số hóa để thay thế công nghệ analog cũ. Với công nghệ sao chép số, máy photocopy thực chất bao gồm một bộ quét hình ảnh tích hợp và máy in laser. Thiết kế này mang lại nhiều lợi ích, như cải thiện chất lượng hình ảnh tự động và khả năng "xây dựng công việc" (nghĩa là quét các trang ảnh độc lập với việc in chúng). Một số máy photocopy số cũng có thể hoạt động như máy quét tốc độ cao, thường cung cấp khả năng gửi tài liệu qua email hoặc lưu trữ trên máy chủ tệp.
Một lợi ích đáng kể của công nghệ máy photocopy số là "sắp xếp tự động". Ví dụ, khi sao chép một bộ 20 trang 20 lần, máy photocopy số chỉ quét mỗi trang một lần, sau đó sử dụng thông tin đã lưu để tạo ra 20 bộ. Trong máy photocopy analog, mỗi trang có thể được quét 20 lần (tổng cộng 400 lần quét) để tạo ra từng bộ một lần hoặc sử dụng 20 khay đầu ra riêng cho 20 bộ.
Máy photocopy phân khúc thấp cũng sử dụng công nghệ số, nhưng thường bao gồm một máy quét PC tiêu chuẩn kết hợp với máy in phun mực hoặc máy in laser phân khúc thấp, chậm hơn nhiều so với các máy photocopy cao cấp. Tuy nhiên, máy quét phun mực phân khúc thấp có thể cung cấp sao chép màu với giá mua ban đầu thấp hơn nhưng chi phí sao chép mỗi bản cao hơn nhiều. Các máy quét/in kỹ thuật số kết hợp cũng có thể tích hợp máy fax và được phân loại là một loại máy in đa chức năng.

## Cấu tạo
Bộ phận quan trọng nhất trong máy photocopy là mặt trụ mà người ta gọi là trống. Trống làm bằng nhôm có phủ một lớp chất bán dẫn, ví dụ như selen. Nhôm là chất dẫn điện tốt, còn selen khi thiếu ánh sáng nó là chất cách điện, khi được chiếu sáng nó là chất dẫn điện. Mặt trống ở gần một điện cực mà ta gọi là điện cực trống

## Nguyên lý hoạt động

Sơ đồ tổng quan về quy trình sao chụp xerographic (bước 1–4)

Quá trình máy photocopy có thể chia thành các bước sau:
- Tích điện cho trống. Khi trống quay, mặt của nó lướt qua điện cực trống. Điện cực trống là điện cực dương, vì vậy mặt trống nhiễm điện dương nếu quay qua.
- Hiện ảnh trên mặt trống. Trống được phủ một lớp quang dẫn, lớp quang dẫn này chỉ dẫn điện khi có ánh sáng chiếu vào. Ban đầu trống được phủ lớp điện tích cùng chiều với mực bởi thanh cao áp. Sau đó laser chiếu vào trống, chỗ nào được chiếu sáng thì chỗ đó sẽ trung hòa, và mực sẽ hút chỗ đó. Còn lại toàn bộ bề mặt trống đẩy mực khiến cho bản in có độ nét.
- Phun mực in vào trống. Mực là bột màu đen được nhiễm điện âm. Vì vậy khi chúng đến mặt trống, chúng sẽ bị hút vào chỗ nhiễm điện dương ở mặt trống.
- Chuyển nét mực trên mặt trống sang giấy trắng. Muốn vậy, cần sự chuyển động trang giấy qua điện cực thứ hai gọi là điện cực giấy. Điện cực này làm giấy cũng nhiễm điện dương. Do đó nét mực từ mặt trống được chuyển sang giấy.
- Trang giấy di chuyển qua bộ phận làm nóng để các hạt mức chảy kết dính vào nhau và vào giấy.

## Photocopy ướt
Kỹ thuật photocopy sử dụng chất phát triển lỏng đã được phát triển bởi Ken Metcalfe và Bob Wright từ Defence Standards Laboratory tại Adelaide vào năm 1952. Tuy nhiên, việc sử dụng chất phát triển lỏng trong quá trình photocopy thực tế đã bắt đầu từ năm 1967. Hình ảnh từ quá trình "photocopy ướt" không tồn tại theo thời gian như hình ảnh từ mực khô, và điều này không phụ thuộc vào tính axit của chất phát triển lỏng.

## Nhận dạng chữ viết
Các máy in và máy photocopy có thể được nhận biết thông qua những lỗi nhỏ trong sản phẩm in ấn của chúng, tương tự như việc nhận dạng chữ viết của các máy đánh chữ. Những lỗi cơ học trong cơ chế đưa mực và cơ chế đưa giấy có thể gây ra sọc màu trên bản in, và điều này tiết lộ thông tin về các đặc tính cơ khí của từng máy riêng lẻ. Bằng cách phân tích sản phẩm in ấn, chúng ta thường có thể xác định được nhà sản xuất và thương hiệu của máy, và đôi khi còn có thể xác định máy in cụ thể trong một nhóm máy đã biết bằng cách so sánh các sản phẩm in ấn.
Một số máy in màu và máy photocopy chất lượng cao có khả năng nhúng thông tin vào các trang in bằng cách tạo ra các mẫu chấm màu vàng tinh tế và hầu như không nhìn thấy được. Các công ty như Xerox và Canon đã được xác định là thực hiện kỹ thuật này. Tổ chức Electronic Frontier Foundation (EFF) đã tiến hành một cuộc điều tra về vấn đề này và đã phát hiện ra rằng máy in Xerox DocuColor mã hóa số sê-ri của máy in, ngày và giờ của bản in vào một mẫu chấm nhỏ 8x15 lặp lại trong kênh màu vàng. EFF đang nỗ lực để thực hiện việc giải mã các máy in khác. EFF cũng đã báo cáo rằng chính phủ Hoa Kỳ đã yêu cầu các công ty thực hiện các biện pháp theo dõi như vậy để truy tìm hàng giả. EFF đã gửi đơn yêu cầu Đạo luật Tự do Thông tin để đánh giá sự tác động của việc theo dõi này đến quyền riêng tư.

## Vấn đề bản quyền
Việc sao chép các tài liệu thuộc quyền bản quyền như sách hoặc bài báo khoa học phải tuân thủ các hạn chế ở hầu hết các quốc gia. Điều này là thực tế phổ biến, vì chi phí mua một quyển sách chỉ để đọc một bài viết hoặc vài trang có thể rất cao. Nguyên tắc "sử dụng hợp lý" (tại Hoa Kỳ) hoặc "sử dụng hợp lý" (tại các quốc gia khác trong Công ước Bern về Bảo vệ Công trình Văn học và Nghệ thuật) quy định rõ ràng về việc sao chép cho mục đích cụ thể.
Ở một số quốc gia như Canada, một số trường đại học thu phí bản quyền cho mỗi bản sao photocopy được thực hiện tại các máy photocopy của trường và trung tâm sao chép. Các tổ chức tập hợp bản quyền từ doanh thu của việc sao chép và sau đó phân phối quỹ thu được cho các nhà xuất bản học thuật khác nhau. Ở Hoa Kỳ, việc sao chép các bộ sưu tập bài viết, tài liệu, đồ họa và thông tin khác, gọi là "readers", thường được yêu cầu trong các lớp học đại học. Giảng viên hoặc trung tâm sao chép phải xin phép bản quyền cho mỗi bài viết trong "reader" và phải ghi rõ thông tin về nguồn gốc trong "reader".

## Vấn đề sức khoẻ
Một vấn đề quan trọng trong máy photocopy là tiếp xúc với tia cực tím. Ban đầu, máy photocopy sử dụng nguồn ánh sáng nhạy cảm được lọc màu xanh lá cây để phù hợp với bề mặt quang dẫn. Bộ lọc này giúp loại bỏ hoàn toàn tia cực tím. Tuy nhiên, hiện nay có nhiều nguồn ánh sáng khác được sử dụng. Vì thủy tinh trong máy cho phép tia cực tím từ 325 đến 400 nanomet truyền qua, nên khi máy sử dụng đèn như đèn huỳnh quang, đèn halogen vonfram hoặc đèn flash xenon, một số tia cực tím vẫn có thể tiếp xúc với tài liệu.
Có một số người đã bày tỏ lo ngại về khí thải từ máy photocopy, liên quan đến việc sử dụng chất selen và việc phát ra khí ôzôn và khói từ bột mực khi nung chảy.

## Gian lận tiền giả
Để đối phó với nguy cơ sử dụng máy photocopy màu để sao chép giả mạo tiền giấy, một số quốc gia đã tích hợp công nghệ chống làm giả vào đơn vị tiền tệ của họ. Các công nghệ này bao gồm dấu nước, in chữ nhỏ, hologram, dải an ninh nhỏ được làm bằng nhựa hoặc vật liệu khác, và mực có khả năng thay đổi màu sắc khi tiền được xem ở các góc nhìn khác nhau. Một số máy photocopy cũng được trang bị phần mềm đặc biệt có khả năng ngăn chặn sao chép tiền có mẫu đặc biệt được gọi là chòm sao EURion.
Việc sao chép màu cũng gây ra mối lo về việc sao chép và làm giả các tài liệu quan trọng như giấy phép lái xe và bằng cấp đại học. Một số giấy phép lái xe được thiết kế với hình ảnh ba chiều nhúng để cảnh sát có thể phát hiện một bản sao giả. Ngoài ra, một số bảng điểm và bằng cấp của trường đại học có các dấu nước chống sao chép đặc biệt trong nền. Nếu có việc sao chép, các dấu nước sẽ trở nên rõ ràng, giúp người nhận nhận biết rằng họ đang nhận được một bản sao và không phải là bản gốc chính thức.